# John Henderson (storico)
John Henderson (1949) è uno storico inglese, professore di storia del Rinascimento italiano presso il Birkbeck College, Università di Londra.

## Biografia
John Henderson si è laureato a Newcastle upon Tyne, mentre ha conseguito il Master presso l'Università di Cambridge. A Londra ha conseguito il dottorato con l'opera Pietà e beneficenza nella tarda Firenze medievale (Ph.D.). E stato Wellcome Trust Senior Research Fellow presso l'Università di Cambridge. Nel 2003 è divenuto Wellcome Trust Reader presso il Birkbeck College della University of London. Dal 2007 insegna qui come professore nel corso di Storia del Rinascimento italiano. Henderson è un membro della Royal Historical Society e un membro di facoltà (Fellow) presso il Wolfson College dell'Università di Cambridge.

## Contributi
L'attenzione di Henderson per la ricerca è nell'Italia centrale nel tardo Medioevo e nei primi tempi moderni.
Contribuisce anche con studi sulle epidemie in Italia durante il Rinascimento. È considerato uno dei maggiori esperti sanitari a Firenze e in Toscana nel tardo Medioevo e nel Rinascimento: Henderson si è occupato del personale infermieristico degli ospedali fiorentini, ha analizzato gli ospedali del Rinascimento per quanto riguarda il paziente, ha analizzato le misure ufficiali contro il rischio di infezione a Firenze nel XIV secolo. 
L'Ospedale Rinascimentale. La cura del corpo e la cura dell'anima, del 2006, è una sintesi dei suoi molti anni di ricerca e interpretazione in ambito italiano sugli ospedali rinascimentali nella grande area di Firenze dal 1250 al 1550. Il lavoro è considerato un'opera fondamentale nella storia dell'ospedale.

## Pubblicazioni selezionate
- Piety and Charity in Late Medieval Florence, Clarendon Press, Oxford, 1994, xviii + 545 pages; revised paperback ed.: Chicago University Press, 1997, xviii + 533 pages.
  - traduzione italiana: Pietà e carità nella Firenze del Basso Medioevo, Casa Editrice Le Lettere, Florence, 1998, pp. 545.
- The Great Pox. The French Disease in Renaissance Europe, with J. Arrizabalaga and R. French (Yale University Press, 1997).
- The Renaissance Hospital. Healing the Body and Healing the Soul (New Haven and London: Yale University Press, 2006), xxxiv + 458 pages.
  - traduzione tedesca: Das Spital im Florenz der Renaissance – Heilung für den Leib und für die Seele (Steiner Verlag, Stuttgart, 2013)
  - traduzione italiana: L'Ospedale Rinascimentale. La cura del corpo e la cura dell'anima (Odoya, Bologna, 2016)
- Florence Under Siege: Surviving Plague in an Early Modern City (Yale University Press, 2019).

### Volumi pubblicati
- Charity and the Poor in Late Medieval and Renaissance Europe: England and Italy Compared in Continuity and Change, 3.ii (1988), 176 pages.
- [ed. with T.V. Verdon], Christianity and the Renaissance, Syracuse University Press, 1990, xviii + 611 pages.
- [ed. with R. Wall], Poor Women and Children in the European Past, Routledge, 1994, xiii + 347 pages.
- [ed. With A. Pastore], Medicina dell'Anima , Medicina del Corpo: l'Ospedale in Europa tra Medio Evo ed Età Moderna: Special number of Medicina e Storia, III (2003), 134 pages.
- The Impact of Hospitals in Europe 1000–2000: People, Landscapes, Symbols, 'Introduction' and edited by John Henderson, Peregrine Horden, and Alessandro Pastore (Frankfurt am Main, Peter Lang, Autumn 2006), 426 pages.
- Teoria e pratica Medica. Rimedi e formacopee in età moderna, ‘Introduction’, ed. with M. Garbellotti, Medicina e storia, XV (2008), pp. 190.
- Plague and the City, eds, L. Englemann, J. Henderson, C. Lynteris (Routledge, London, 2018).